# أوتو هوفمان (أستاذ جامعي)
أوتو هوفمان (بالألمانية: Otto Hofmann)‏ هو رسام ألماني، ولد في 28 أبريل 1907 في إسن في ألمانيا، وتوفي في 23 يوليو 1996 في Pompeiana ‏ في إيطاليا.